# Norgripià
| Subdivisions del període Quaternari | Subdivisions del període Quaternari | Subdivisions del període Quaternari | Subdivisions del període Quaternari |
| Sistema                             | Sèrie                               | Estatge                             | Edat (Ma)                           |
| ----------------------------------- | ----------------------------------- | ----------------------------------- | ----------------------------------- |
| Quaternari                          | Holocè                              | Megalaià                            | 0,0042                              |
| Quaternari                          | Holocè                              | Norgripià                           | 0,0082                              |
| Quaternari                          | Holocè                              | Grenlandià                          | 0,0117                              |
| Quaternari                          | Plistocè                            | Superior                            | 0,129                               |
| Quaternari                          | Plistocè                            | Chibanià                            | 0,774                               |
| Quaternari                          | Plistocè                            | Calabrià                            | 1,80                                |
| Quaternari                          | Plistocè                            | Gelasià                             | 2,58                                |
| Neogen                              | Pliocè                              | Plasencià                           | més antic                           |

El Norgripià és el segon estatge faunístic de l'època de l'Holocè. Comprèn el període entre fa uns 8.200 anys i fa uns 4.200 anys. Concretament, s'ha fixat com a data d'inici el 6236 aC i com a data de fi el 2250 aC. Fou ratificat el juny del 2018 per la Comissió Internacional d'Estratigrafia juntament amb els dos altres estatges que formen l'Holocè, el Grenlandià i el Megalaià. Deu el seu nom al North Greenland Ice Core Project (NorthGRIP).